# Галактична нитка

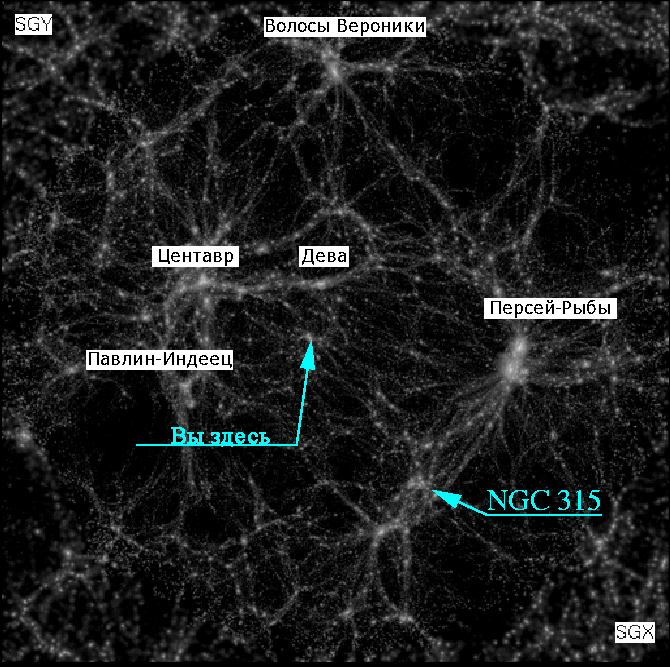
Ілюстрація галактичних ниток

 Галактична нитка, стіна, комплекс надскупчень, філамент (англ. filament — нитка) — найбільші з відомих космічних структур Всесвіту у формі ниток із галактик середньої довжини 50-80 мегапарсек (163-260 млн св. років), що лежать між великими порожнечами (войдами). Галактичні нитки можуть формувати «великі стіни» — відносно плоскі структури сукупчень та надскупчень.
У моделі Лямбда-CDM еволюції Всесвіту галактичні нитки формуються уздовж сіткоподібних потоків  темної матерії, що, як передбачається, відповідає за макроскопічну структуру Всесвіту. Темна матерія гравітаційно притягає баріонну матерію, яку астрономи спостерігають у вигляді стін і ниток надскупчень.
Відкриття надскупчень почалися у 1980-х. 1987 року астроном Річард Таллі з Гавайського університету ідентифікував структуру, яку він назвав Комплекс надскупчень Риб — Кита. 1989 року було виявлено Велику стіну CfA2, 2003 року було відкрито Велику стіну Слоуна, 2013 року відкрито Велетенську групу квазарів і Велику Стіну Геркулеса — Північної Корони.

## Перелік

### Галактичні нитки
Даний тип ниток має приблизно однакові велику і малу півосі у поперечному розрізі. Іншими словами, поперечний розріз даного типу ниток за формою схожий на коло [прояснити].
| Нитка                                           | Дата відкриття | Середня відстань    | Розмір                                                 | Примітка |
| ----------------------------------------------- | -------------- | ------------------- | ------------------------------------------------------ | --- |
| Нитка Волосся Вероніки (нитка Кома)             |                |                     |                                                        | Надскупчення Волосся Вероніки (надскупчення Кома) належить до Нитки Волосся Вероніки, а також формує частину Великого муру                                                                    |
| Нитка Персея-Пегаса                             | 1985           |                     |                                                        | Включає Надскупчення Кита—Риб, а також Надскупчення Персея—Риб |
| Нитка Великої Ведмедиці                         | 1995           |                     |                                                        | Нитка формує частину лівої «ноги» Гомункула в структурі Гомункулус CfA |
| Нитка Рисі—Великої Ведмедиці                    | 1999           |                     | ~ 60 Мпарсек                                           | Хоча Надскупчення Рисі—Великої Ведмедиці і Нитка Рисі—Великої Ведмедиці з'єднані, проте це різні структури й остання набагато більша. Дальній кінець нитки з'єднується з Великою стіною CfA2. |
| Z = 2,38 нитка поблизу скупчення ClG J2143-4423 | 2004           | 10,8 млрд св. років | 300 млн св. років у довжину; 50 млн св. років в ширину | У 2004 році була виявлена нитка, порівняна за розміром з Великий мур CfA2. Станом на 2008 рік ця структура є найбільшою за межами z = 2                                                       |

### Галактичні стіни
Цей тип ниток має одну піввісь, яка значно перевищує інші (у поздовжньому розрізі). Іншими словами, поперечний розріз цього типу ниток схожий на витягнутий еліпс [прояснити].
| Стіна                                                    | Дата          | Середня відстань               | Розмір                                                                                     | Примітка |
| -------------------------------------------------------- | ------------- | ------------------------------ | ------------------------------------------------------------------------------------------ | --- |
| Велика стіна CfA2                                        | 1989          | 200 млн св. років              | 818 млн св. років у довжину 300 млн св. років у ширину 15 млн св. років у товщину          | Це перша виявлена великомасштабна структура у Всесвіті. Зараз вона є третьою за величиною після Великої Стіни Геркулеса — Північної Корони та Великої стіни Слоуна. CfA Homunculus перебуває в центрі Великої стіни CfA2, і Надскупчення Волосся Вероніки формує більшу частину структури CfA Homunculus |
| Велика стіна Слоуна (Велика стіна SDSS)                  | 2005          | Близько 1 млрд св. років       | 1411 млн св. років у довжину                                                               | До 2013 року була найбільшою відомою структурою Всесвіту |
| Велика стіна Геркулеса — Північної Корони                | Листопад 2013 | 10 млрд св. років. z = 1.5-2.1 | 10 млрд св. років.                                                                         | Найбільша з відомих великомасштабних структур Всесвіту станом на 2013 рік. |
| Стіна Скульптора (Південна стіна, Велика Південна стіна) |               |                                | 8000 км/с в довжину 5000 км/с в ширину 1000 км/с в товщину (у визначенні червоного зсуву ) | Стіна Скульптора «паралельна» до Стіни Печі й «перпендикулярна» до Стіни Журавля[джерело?] |
| Стіна Журавля                                            |               |                                |                                                                                            | Стіна Журавля «перпендикулярна» до Стіни Печі та Стіни Скульптора. |
| Стіна Печі                                               |               |                                |                                                                                            | Скупчення Печі є частиною цього муру. Стіна Печі «паралельна» до Стіни Скульптора й «перпендикулярна» до Стіни Журавля. |

- Було запропоновано виділити Стіну Центавра (або Велику стіну Центавра), яка включала б Стіну Печі як складову частину. Вона також включала б Надскупчення Центавра й Надскупчення Діви. Тоді це була б Місцева стіна або Велика Місцева Стіна)[джерело?].

- Було запропоновано виділити стіну як фізичне втілення Великого Атрактора зі скупченням Косинець як частиною. Ця стіна згадується як Велика Стіна Аттрактора або Стіна Косинця[джерело?].

## Розподіл у просторі найближчих стін і надскупчень

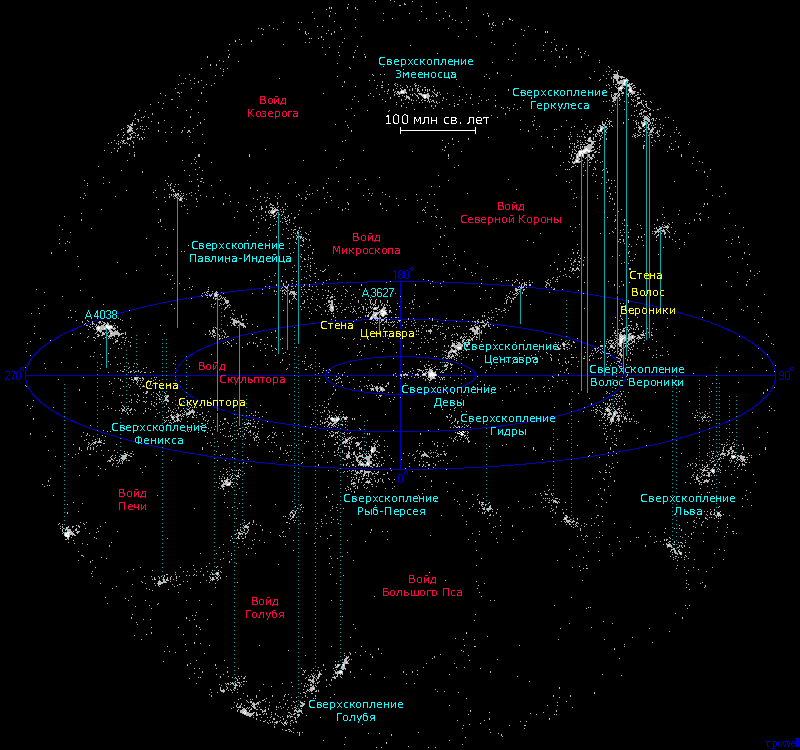
Всесвіт в межах 500 млн світлових років, що показує найближчі галактичні стіни й надскупчення

### Групи квазарів
| Група                      | Дата відкриття | Середня відстань | Розмір                                                                            | Примітка                                                                                        |
| -------------------------- | -------------- | ---------------- | --------------------------------------------------------------------------------- | ----------------------------------------------------------------------------------------------- |
| Велетенська група квазарів | Листопад 2012  | Z = 1.27         | 4 млрд св. років у довжину 2 млрд св. років в ширину 1.2 млрд св. років в товщину | Друга за величиною великомасштабна структура після відкриття муру Геркулеса — Північної Корони. |

### Комплекси надскупчень
| Надскупчення                    | Дата відкриття | Середня відстань | Розмір                                                | Примітка |
| ------------------------------- | -------------- | ---------------- | ----------------------------------------------------- | --- |
| Комплекс надскупчень Риб — Кита | 1987           |                  | 1 млрд св. років у довжину 150 млн св. років в ширину | Включає себе Надскупчення Діви (яке, зокрема, містить Місцеву групу галактик), розташовано в сузір'ях Кита і Риб |